# Aedes esoensis
Aedes esoensis é um espécie de mosquito do género Aedes, pertencente à família Culicidae.